# ズメリッロ
ズメリッロ（伊: Smerillo）は、イタリア共和国マルケ州フェルモ県にある、人口約330人の基礎自治体（コムーネ）。

## 地理

### 位置・広がり
フェルモ県のコムーネ。県都フェルモから南西へ28kmの距離にある。

#### 隣接コムーネ
隣接するコムーネは以下の通り。括弧内のMCはマチェラータ県所属を示す。
- アマンドラ
- モンテ・サン・マルティーノ (MC)
- モンテファルコーネ・アッペンニーノ

### 気候分類・地震分類
ズメリッロにおけるイタリアの気候分類 (it) および度日は、zona E, 2583 GGである。
また、イタリアの地震リスク階級 (it) では、zona 2 (sismicità media) に分類される。

## 歴史
2009年、アスコリ・ピチェーノ県北部が分割されてフェルモ県が設置された際に、フェルモ県所属となった。

## 行政

### 分離集落
ズメリッロには、以下の分離集落（フラツィオーネ）がある。
- Castorano, Ceresola, San Martino al Faggio